# 拉一木乡
拉一木乡，是中华人民共和国四川省凉山彝族自治州昭觉县曾经下辖的一个乡。2021年1月12日，撤销拉一木乡，其所属行政区域为庆恒乡的行政区域。

## 行政区划
拉一木乡撤销前下辖以下地区：
吾阿觉村、阿硕洛租村、拉一木村、拖都村和虫坪村。